# جائزة الدفاع الإسرائيلية
جائزة الدفاع الإسرائيلية (بالعبرية: פרס בטחון ישראל) هي جائزة يقدمها رئيس إسرائيل سنويًا للأشخاص والمنظمات الذين قدموا مساهمات كبيرة في الدفاع عن دولة إسرائيل .
تم منح الجائزة لأول مرة في عام 1958 ويمنحها كل عام رئيس إسرائيل.